# وندلین ورنر
وندلین ورنر (انگلیسی: Wendelin Werner؛ زادهٔ ۲۳ سپتامبر ۱۹۶۸) دانشمند در زمینه نظریه احتمالات اهل فرانسه است.
وی همچنین برندهٔ جوایزی همچون جایزه پولیا و مدال فیلدز شده‌است.